# Eduard Behm
Eduard Behm (ur. 8 kwietnia 1862 w Szczecinie, zm. 6 lutego 1946 w Bad Harzburg) – niemiecki kompozytor.

## Życiorys
Był uczniem Karla Adolfa Lorenza w Szczecinie, następnie studiował w konserwatorium w Lipsku u Carla Reineckego, Johanna Weidenbacha i Oscara Paula. Później podjął studia w Hochschule für Musik w Berlinie u Friedricha Kiela i Oskara Raifa. Dzięki listom polecającym od Josepha Joachima i Hasa von Bülowa został uczniem Johannesa Brahmsa w Wiedniu. Początkowo działał w Szczecinie i Erfurcie jako nauczyciel fortepianu, dyrygent i krytyk muzyczny, po czym został dyrektorem Konserwatorium Schwartza w Berlinie. Występował jako pianista-akompaniator i dyrygent.
Komponował m.in. opery i utwory kameralne. Otrzymał nagrodę im. Mendelssohna za Symfonię d-moll i nagrodę im. Bösendorfera za Koncert fortepianowy.